# Ołeksandr Tkaczenko (bokser)
Ołeksandr Mykołajowycz Tkaczenko (ukr. Олександр Миколайович Ткаченко, ros. Александр Николаевич Ткаченко, ur. 14 listopada 1955 w Doniecku) – ukraiński bokser walczący w barwach ZSRR, dwukrotny medalista mistrzostw Europy.
Zwyciężył w kategorii papierowej (do 48 kg) na mistrzostwach Europy juniorów w 1974 w Kijowie po pokonaniu w finale Charliego Magri z Anglii. W następnym roku powtórzył ten sukces na seniorskich mistrzostwach Europy w Katowicach, gdzie wygrał m.in. z Bejhanem Fuczedżiewem z Bułgarii w ćwierćfinale, z György Gedó z Węgier w półfinale i z Enrique Rodríguezem z Hiszpanii w finale. Na igrzyskach olimpijskich w 1976 w Montrealu wygrał jedną walkę w kategorii papierowej, a w następnej uległ Payao Poontaratowi z Tajlandii.
Zdobył srebrny medal w wadze muszej na mistrzostwach Europy w 1977 w Halle, gdzie w półfinale wygrał z Płamenem Kamburowem z Bułgarii, a w finale przegrał z Leszkiem Błażyńskim.
Tkaczenko był mistrzem ZSRR w wadze papierowej w 1975 i 1976 oraz w wadze muszej w 1977 i 1979 oraz brązowym medalistą w wadze papierowej w 1973 i w wadze muszej w 1978
Zakończył karierę bokserską w 1979. W 1991 otrzymał tytuł Zasłużonego Mistrza Sportu ZSRR.